# Dialeurodes glutae
Dialeurodes glutae là một loài côn trùng cánh nửa trong họ Aleyrodidae, phân họ Aleyrodinae.
Dialeurodes glutae được Corbett miêu tả khoa học đầu tiên năm 1935.